# Stereopsidaceae
Die Stereopsidales mit der einzigen Familie Stereopsidaceae gehören zur Klasse der Agaricomycetes. Die Typusart ist Stereopsis radicans.
Die Familie enthält nur zwei Gattungen, Stereopsis und Clavulicium.
Die Gattung Stereopsis hat sich in phylogenetischen Studien als polyphyletisch herausgestellt. So gehört Stereopsis humphreyi zur Ordnung der Champignonartigen (Agaricales), Stereopsis vitellina zur Ordnung der Gewebehautartigen (Atheliales). Auch die Gattung Clavulicium ist bzw. war polyphyletisch. Schnallenlose Vertreter werden nun in die Gattung Membranomyces gestellt, die zur Ordnung der Pfifferlingsartigen (Cantharellales) gehört. Ihre Vertreter sind Ektomykorrhizapilze, während die übrigen Arten der Gattung Clavulicium als saprob gelten.

## Merkmale
Die Vertreter der Stereopsidales haben resupinate, fächerförmige bis füllhornförmige oder gestielte Fruchtkörper, deren Fruchtschicht glatt ist, sie weisen also keine Oberflächenvergrößerung durch Lamellen oder Leisten auf. Die glatten, farblos-hyalinen Sporen besitzen einen auffallend lichtbrechenden Inhalt, der in getrocknetem Zustand bernsteinartig erscheint. Lebendig sind die Sporen glatt, im Trockenzustand jedoch auffallend kantig-eckig. Die Basidien sind zweisporig. Nur bei Clavulicium macounii können auch viersporige Basidien auftreten. Zystiden sind im Hymenium vorhanden. Das Hyphensystem ist monomitisch, Schnallen sind durchgehend vorhanden.

## Verbreitung
Die Vertreter der Gattung Stereopsis s. str. sind pantropisch verbreitet, die der Gattung Clavulicium s. str. kommen in borealen Waldgesellschaften vor.

## Ökologie
Die Vertreter der Gattung Stereopsis s. str. sind in tropischen Regen- und Nebelwäldern heimisch. Sie kommen auf Totholz oder am Boden vor. Die Vertreter der Gattung Clavulicium s. str. sind Totholzbesiedler der nördlichen Breiten.

## Systematik
Die Position der Stereopsidales ist anhand aktueller genetischer Befunde nahe bei den oder innerhalb der Phallomycetidae (Geastrales-Gomphales-Hysterangiales-Verwandtschaftskreis) einzuordnen.

## Galerie von Vertretern der Ordnung

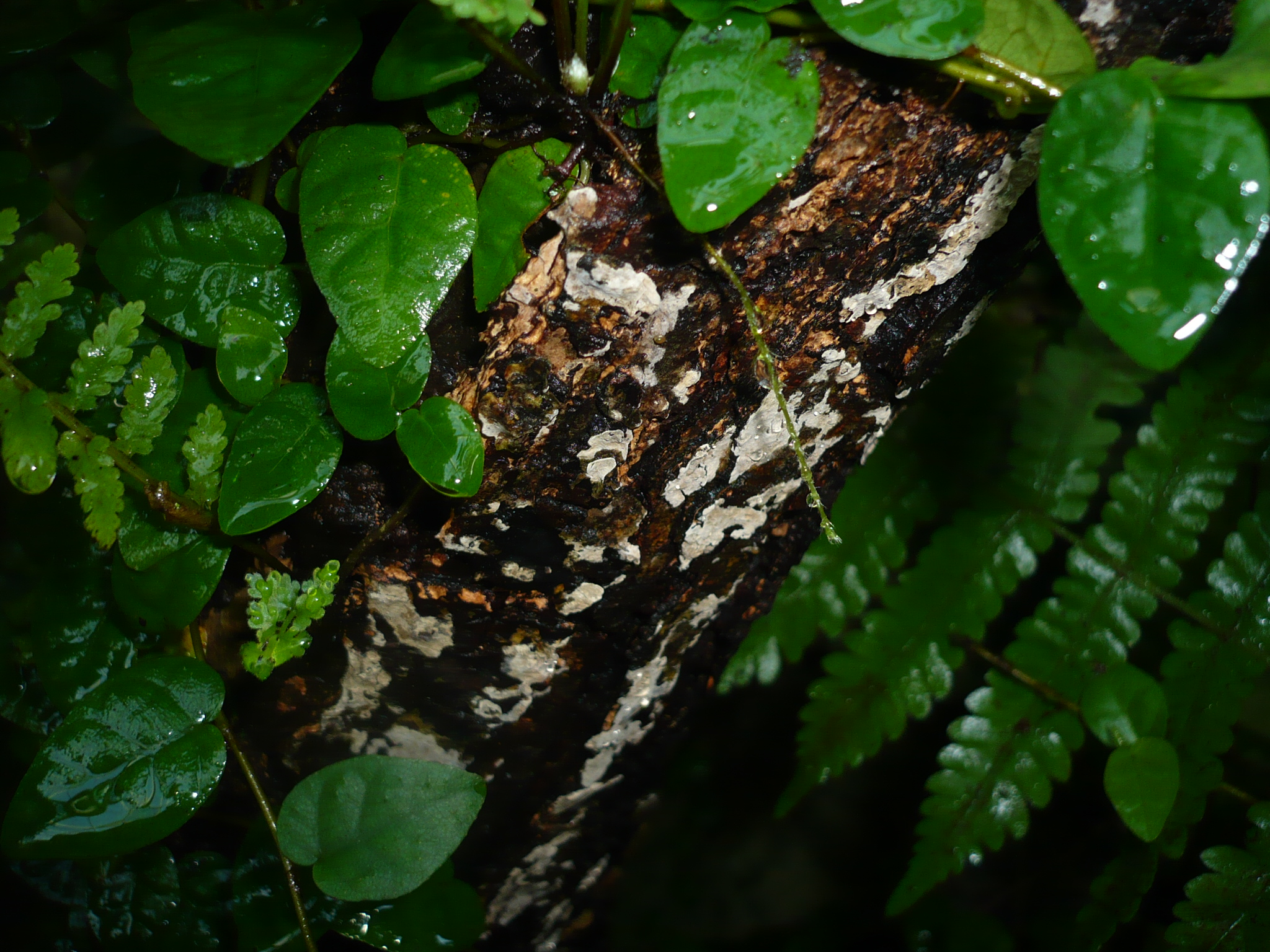
Clavulicium macounii
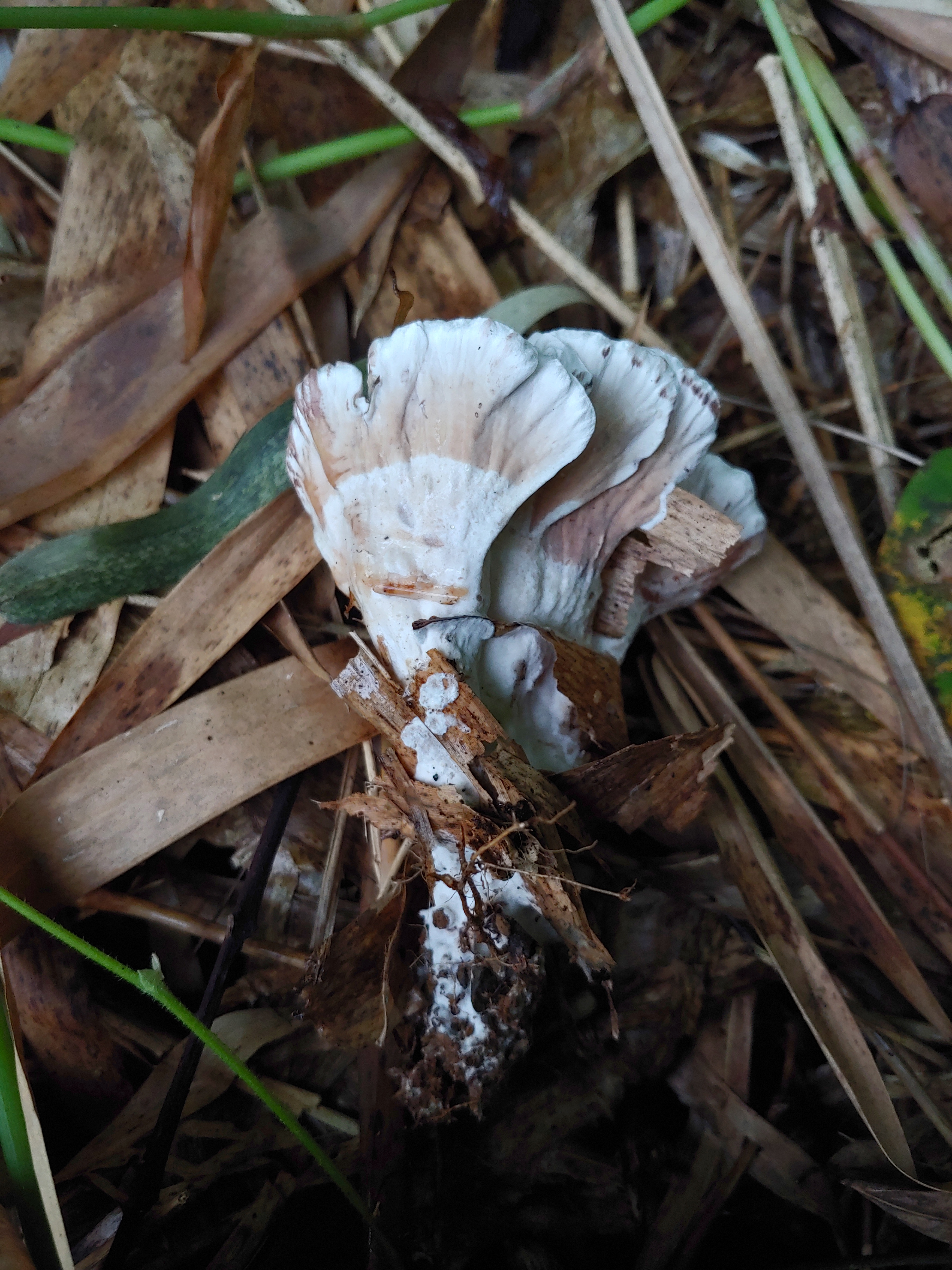
Stereopsis radicans